# Lotier des Alpes
Lotus alpinus
Espèce
Classification phylogénétique
Le Lotier des Alpes (Lotus alpinus) une espèce de plantes à fleurs de la famille des Fabacées et du genre Lotus.

## Synonymes
- Lotus corniculatus var. alpinus Ser.
- Lotus corniculatus subsp. alpinus (DC.) Rothm.

## Description
C'est est une plante herbacée vivace basse, plutôt couchée, aux feuilles à 5 folioles épaisses, ovales, les basales ressemblant à des stipules.
Le lotier des Alpes se distingue de son cousin très répandu, le lotier corniculé, par ses fleurs lavées de rouge en fin de floraison, ses tiges rougeâtres et ses feuilles épaisses.

## Photos

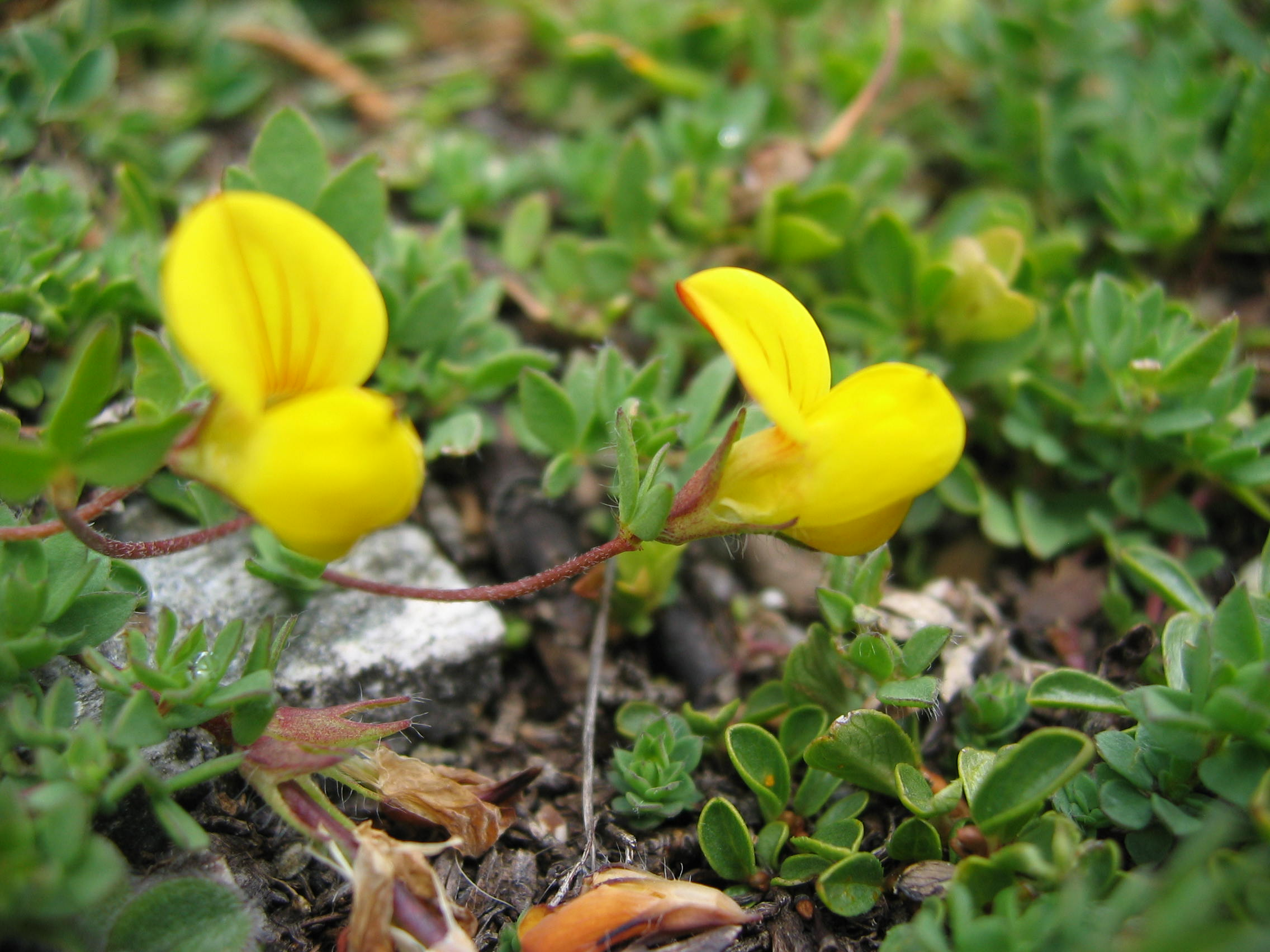
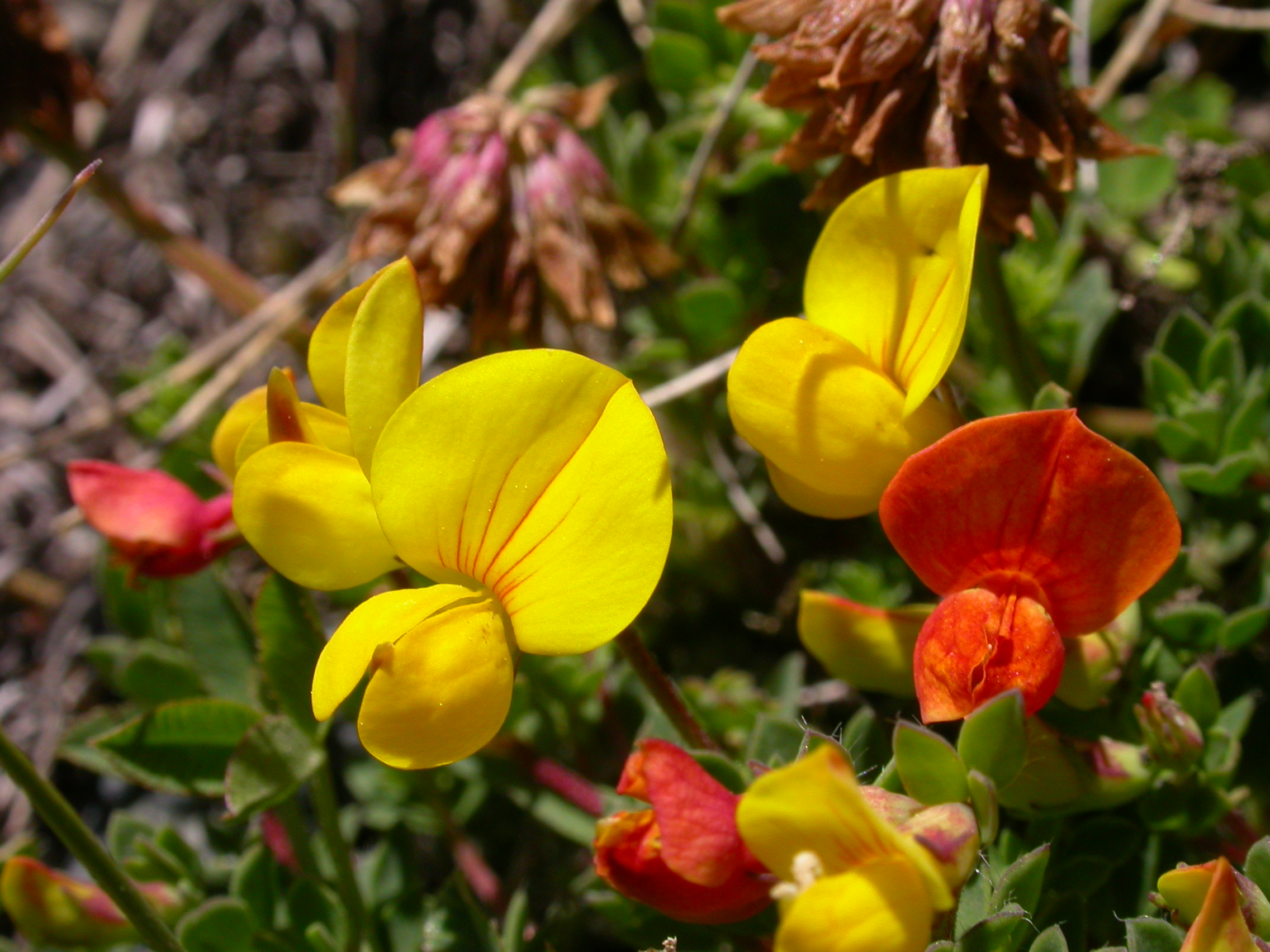
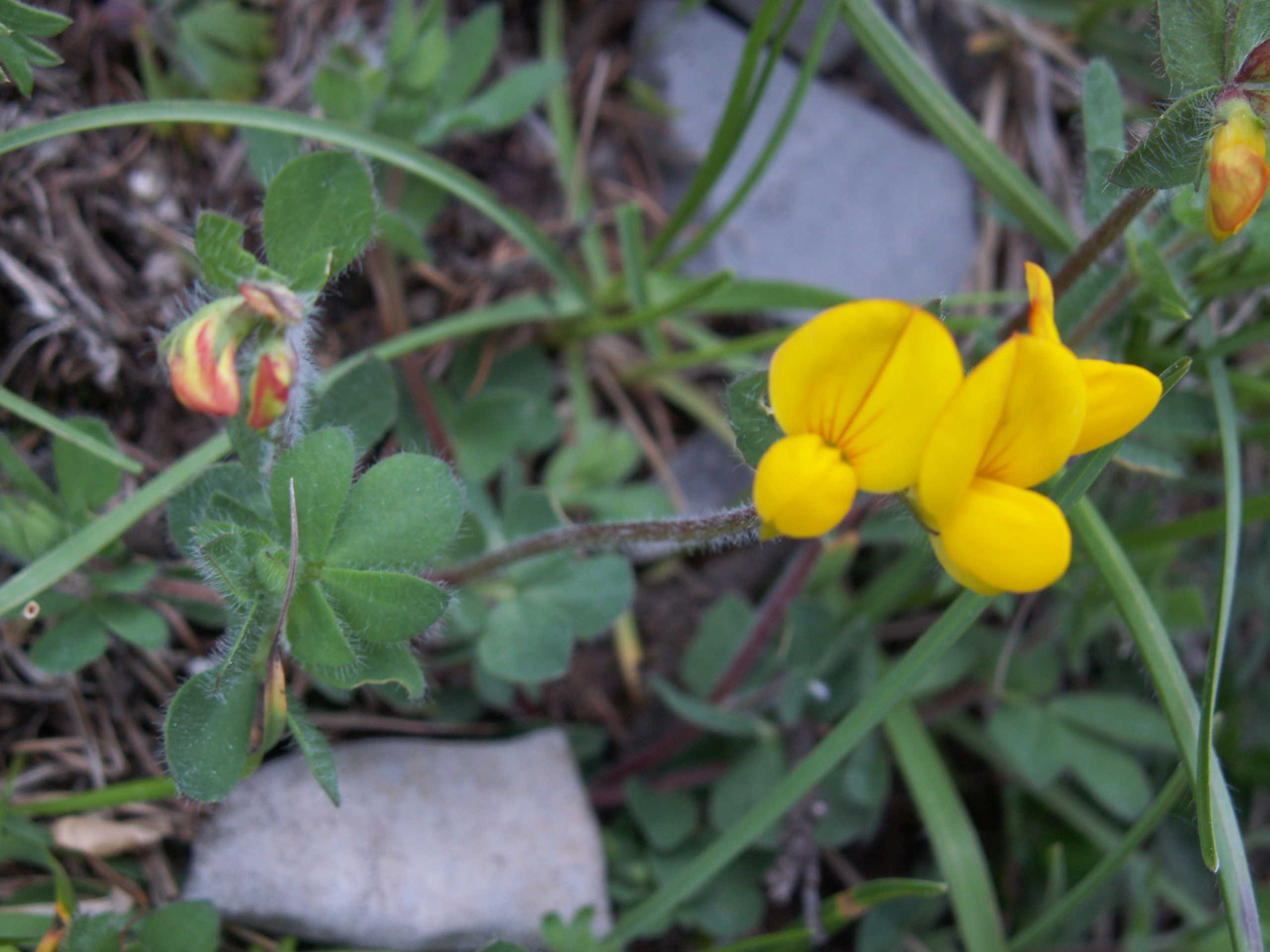